# Boogschieten op de Paralympische Zomerspelen 1984
De VIIe Paralympische Spelen werden in 1984 gehouden in Stoke Mandeville (Verenigd Koninkrijk) en New York, Verenigde Staten.
De Paralympics van 1984 werden in twee verschillende landen georganiseerd. Dit was vooral te wijten aan de Amerikaanse Gehandicaptensport Organisaties. Met name de Amerikaanse Wheelchairsport Association wilde dermate veel invloed en atleten op de Spelen, dat dat voor de andere Organisaties (Blinden, Spastici en Amputees) niet accepteerbaar was. Deze drie organisaties besloten om de Paralympics in New York USA te houden van 16 juni tot 30 juni 1984, zonder de rolstoelers. Deze kregen hun eigen spelen in Stoke Mandeville, Verenigd Koninkrijk van 23 juli tot 1 augustus 1984.
Boogschieten was in 1984 een van de 18 sporten tijdens deze spelen verdeeld over twee landen. 

## Mannen

### Teams
| Rank | Land                | Punten | Schutters |
| ---- | ------------------- | ------ | --------- |
| 1    | Verenigd Koninkrijk | 6774   |           |
| 2    | Nederland           | 6726   |           |
| 3    | België              | 6533   |           |

| Rank | Land           | Punten | Schutters                                        |
| ---- | -------------- | ------ | ------------------------------------------------ |
| 1    | Zweden         | 6422   | Nicolai Babkin Arne Tjernell S. Ahlinder         |
| 2    | Frankrijk      | 6327   | George Hamart Rene Ducret Daniel Lelon           |
| 3    | West-Duitsland | 6571   | Manfred Boeckers Kilmar Butenhoff Manfred Brenne |

| \| Rank \| Land \| Punten \| Schutters \| \| ---- \| ------------------- \| ------ \| --------- \| \| 1 \| Verenigd Koninkrijk \| 5174 \| \| \| 2 \| Australië \| 4634 \| \| \| 3 \| Frankrijk \| 4368 \| \| |                     |        |           |
| Rank | Land                | Punten | Schutters |
| 1 | Verenigd Koninkrijk | 5174   |           |
| 2 | Australië           | 4634   |           |
| 3 | Frankrijk           | 4368   |           |

### Individueel
| Klasse                                          | Punten | land | Goud           | land | Zilver          | land | Brons            |
| ----------------------------------------------- | ------ | ---- | -------------- | ---- | --------------- | ---- | ---------------- |
| Dubbele uitgebreide metrische ronde dwarslaesie | 1817   | FRA  | J. M. Chapuis  | FRA  | C. Bouchite     | USA  | Patrick Krishner |
| Dubbele uitgebreide metrische ronde tetraplegie | 1646   | AUT  | G. Frank       | AUS  | Ian Trewhella   | GBR  | Ernest Arnold    |
| Dubbele uitgebreide metrische ronde tetraplegie | 1646   | AUT  | G. Frank       | AUS  | Ian Trewhella   | GBR  | Ernest Arnold    |
| Dubbele FITA Ronde C1-C2                        | 57     | CAN  | David Barefoot |      |                 |      |                  |
| Dubbele FITA Ronde C3,C6                        | 158    | GBR  | Philip Thorne  |      |                 |      |                  |
| Dubbele FITA Ronde div. 3                       | 550    | BEL  | Alfons Kuys    | NOR  | Kjell Levold    | FRA  | Benoit Tanquerel |
| Dubbele FITA Ronde geïntegreerd                 | 2375   | SWE  | Jan Thulin     | ESP  | Antonio Rebollo | FIN  | Raimo Tirronen   |
| Dubbele FITA Ronde dwarslaesie                  | 2349   | BEL  | Guy Grun       | NED  | J. Weijers      | FIN  | Heikki Laukkanen |
| Dubbele FITA Ronde tetraplegie                  | 2093   | AUT  | Felix Lettner  | NED  | K. Koneman      | NOR  | Oddbjorn Stebekk |
| Korte dubbele Metrische Ronde dwarslaesie       | 1206   | SUI  | Michel Baudois | KOR  | H. S. Kim       | ITA  | Pasquale de Masi |
| Korte dubbele Metrische Ronde tetraplegie       | 1129   | SWE  | Kenneth Holm   |      |                 |      |                  |

## Vrouwen

### Individueel
| Klasse                                    | Punten | land | Goud             | land | Zilver            | land | Brons        |
| ----------------------------------------- | ------ | ---- | ---------------- | ---- | ----------------- | ---- | ------------ |
| Dubbele FITA Ronde div. 3                 | 427    | GBR  | Helen Hilderley  | GBR  | Beverley Leaper   |      |              |
| Dubbele FITA Ronde geïntegreerd           | 2250   | FRG  | Anneliese Dersen | BEL  | Martine Lacomblez | ITA  | Irene Monaco |
| Dubbele FITA Ronde dwarslaesie            | 2267   | USA  | Susan Hagel      | JPN  | Hifumi Suzuki     | AUS  | S. Davie     |
| Korte dubbele Metrische Ronde dwarslaesie | 1078   | FRA  | M. P. Balme      | AUT  | Rosa Schweizer    | GBR  | Anne Gray    |

Atletiek · Bankdrukken · Basketbal · Boogschieten · Boccia · CP-voetbal · Gewichtheffen · Goalball · Koersbal · Paardensport · Schermen · Schietsport · Snooker · Tafeltennis · Volleybal · Worstelen · Wielersport · Zwemmen
Rome 1960 ·
Tokio 1964 ·
Tel Aviv 1968 ·
Heidelberg 1972 ·
Toronto 1976 ·
Arnhem 1980 ·
New York & Stoke Mandeville 1984 ·
Seoel 1988 ·
Barcelona 1992 ·
Atlanta 1996 ·
Sydney 2000 ·
Athene 2004 ·
Peking 2008 ·
Londen 2012 ·
Rio de Janeiro 2016 ·
Tokio 2020 ·
Parijs 2024 ·
Los Angeles 2028